# Metopidiothrix apoensis
Metopidiothrix apoensis är en mångfotingart som beskrevs av Shear 2002. Metopidiothrix apoensis ingår i släktet Metopidiothrix och familjen Metopidiotrichidae. Inga underarter finns listade i Catalogue of Life.